# Roland Eichmann

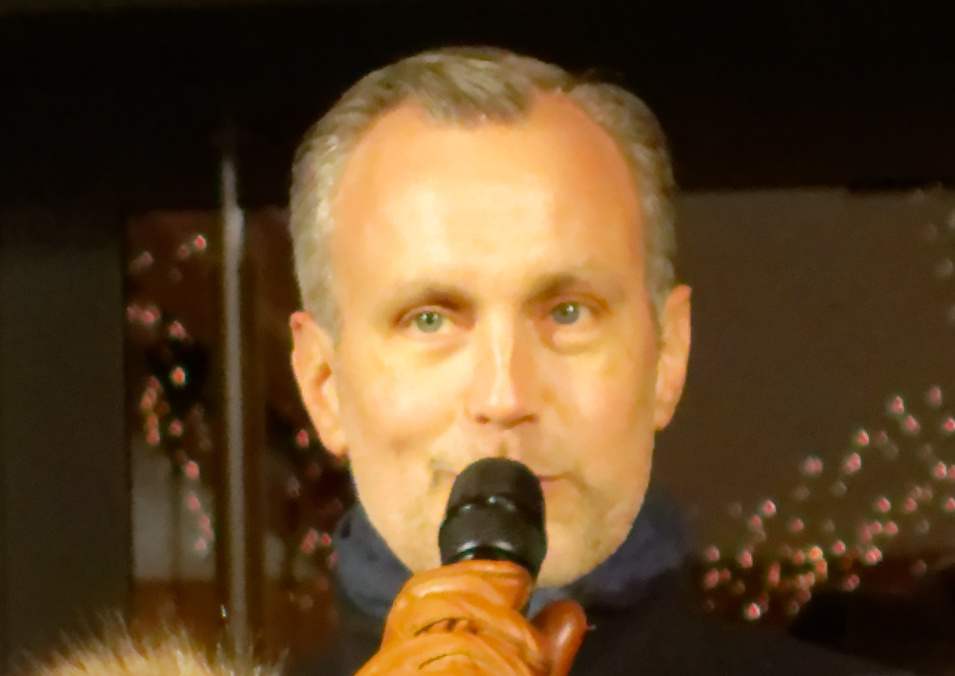
Roland Eichmann, 2019

Roland Eichmann (* 1972 in Starnberg) ist ein deutscher Kommunalpolitiker der SPD. Am 30. März 2014 wurde er zum hauptamtlichen 1. Bürgermeister der im bayerischen Landkreis Aichach-Friedberg liegenden Stadt Friedberg gewählt.

## Leben
Eichmann wurde als Sohn eines Bundeswehr-Offiziers 1972 in Starnberg geboren. Nach Schulbesuch in Eschweiler und Neu-Ulm absolvierte er 1992 das Abitur am Bertha-von-Suttner-Gymnasium in Neu-Ulm. Es folgte ein Studium der Politikwissenschaft und Philosophie an der Universität Augsburg, das er im Jahr 2000 abschloss.
Seit dem Ende des Studiums arbeitete er als Berater und Moderator für Gemeinden und Städte vorwiegend in Bayern, zunächst in einem Büro für Kommunalberatung, ab 2004 freiberuflich. 2011 wurde er Geschäftsführer der Sozialdemokratischen Gemeinschaft für Kommunalpolitik Bayern und der Georg-von-Vollmar-Akademie der bayerischen SPD. Letzteren Posten gab er ein Jahr später wieder auf und übernahm stattdessen die Geschäftsführung des Bayerischen Seminars für Politik.
Eichmann ist verheiratet und Vater zweier Töchter.

## Partei
Seit 1992 ist Eichmann Mitglied der SPD. Ab 1993 war er Vorsitzender des Juso-Unterbezirks Neu-Ulm. Von 1997 bis 2002 war er Mitglied des bayerischen Juso-Landesvorstands. Zu den Bundestagswahlen 1998 und 2002 trat er für die SPD im Bundestagswahlkreis Neu-Ulm an, verlor aber jeweils, 1998 gegen Theo Waigel und 2002 gegen Georg Nüßlein. 2004 kandidierte er in Nersingen für das Amt des 1. Bürgermeisters, verlor aber in der Stichwahl gegen den Vertreter der CSU.

## Öffentliche Ämter
Von 1996 bis 2004 war Eichmann Mitglied des Gemeinderats von Nersingen im Landkreis Neu-Ulm. Seit 2009 ist er Jugendschöffe in Augsburg.
Zu den Kommunalwahlen in Bayern 2014 trat er als gemeinsamer Kandidat von SPD und Parteifreien für das Amt des 1. Bürgermeisters von Friedberg an. Im ersten Wahlgang erzielte er 39 % und kam gemeinsam mit dem CSU-Kandidaten in die Stichwahl, die er am 30. März mit gut 55 % deutlich für sich entscheiden konnte. Er folgte Peter Bergmair nach, der nicht mehr zur Wahl antrat. Bei den Kommunalwahlen in Bayern 2020 verteidigte Eichmann sein Amt im ersten Wahlgang mit 52,08 % der Stimmen.